# Trachylepis ferrarai
Trachylepis ferrarai là một loài thằn lằn trong họ Scincidae. Loài này được Lanza mô tả khoa học đầu tiên năm 1978.